# Ana de Castro Osório
Pour les articles homonymes, voir Osório (homonymie).
Ana de Castro Osório née le 18 juin 1872 à Mangualde au Portugal et morte le 23 mars 1935 est une féministe portugaise, franc-maçonne, militante républicaine et auteure dans le domaine de la littérature pour enfants.

## Biographie

### Jeunesse
Ana de Castro Osório est née dans une famille fortunée le 18 juin 1872, sa mère est Mariana de Castro Osório Cabral e Albuquerque et son père Juge João Baptista de Castro. Elle est influencée par ses parents qui possède une immense bibliothèque et devient écrivaine à l'âge de 23 ans. En 1889, elle se marie avec le poète républicain Paulino de Oliveira, avec qui elle a deux enfants.
En 1911 quand son mari est nommé consul du Portugal au Brésil à Sao Paulo, elle s'installe avec lui dans ce pays. Elle rentre à la mort de celui en mars 1914 à la suite d'une tuberculose. Elle s'installe alors à Lisbonne dans la maison de sa famille. Elle commence à écrire sur l'engagement du Portugal dans la Première Guerre mondiale en maintenant une position défensive.

### Féminisme
Ana de Castro Osório fonde plusieurs organisations de femmes, dont la première association féministe, le Grupo Português de Estudos Feministas (Groupe portugais d'études féministes) en 1907. Avec Adelaide Cabete et Fausta Pinto de Gama, elle fondèe la Liga Republicana das Mulheres Portuguesas (pt) (Ligue républicaine des femmes portugaises) en 1908. Le groupe appelle au renversement de la monarchie et contribue à la proclamation de la République portugaise en 1910. 
En 1911, Ana de Castro Osório dirige l'Associação de Propaganda Feminista (pt) (Association de propagande féministe) fondée par Adelaide Cabete et Carolina Beatriz Ângelo. En juin 1913, elle fait partie de la délégation portugaise à la Septième conférence de l'Alliance internationale pour le suffrage des femmes (en) à Budapest. 
En 1917, elle est une des fondatrices de la Croisade des femmes portugaises (en) qui encourage les femmes à participer activement à l'effort de guerre.
Elle meurt à Lisbonne le 23 mars 1935 à l'âge de 62 ans.

## Distinctions
- Officier de l'ordre de Sant'Iago de l'Épée